# École de l'Heptanèse (peinture)
Cet article concerne l'école de peinture. Pour les autres mouvements, voir École de l'Heptanèse.
L'école de peinture de l'Heptanèse (en grec moderne : Επτανησιακή Σχολή, littéralement  en français : L'école des sept îles), également connue sous le nom d'école des îles Ioniennes, succède à l'école crétoise en tant que principale école de peinture grecque post-byzantine après la chute de la Crète aux mains des Ottomans, en 1669. Comme l'école crétoise, elle combine les traditions byzantines avec une influence artistique croissante de l'Europe occidentale et voit également la première représentation significative de sujets séculiers. L'école est basée dans les îles Ioniennes, qui ne font pas partie de la Grèce ottomane, du milieu du XVIIe siècle jusqu'au milieu du XIXe siècle. Le centre de l'art grec migre en urgence vers les îles Ioniennes, mais d'innombrables artistes grecs sont influencés par l'école, y compris ceux qui vivent dans les communautés grecques de l'Empire ottoman et ailleurs dans le monde.
La première école de l'Heptanèse est influencée par les gravures flamandes, françaises, italiennes et allemandes. Les artistes représentatifs de cette époque sont Théodore Poulakis, Ilías Móskos et Emmanuel Tzanes. Parmi les œuvres les plus remarquables, citons La Chute de l'homme, L'Échelle de Jacob et L'Arche de Noé. Le début des années 1700 est influencé par les peintres grecs Nikólaos Kallérgis et Panagiótis Doxarás.
L'art grec ne se limite plus à la maniera greca traditionnelle dominante dans l'école crétoise, mais le style évolue pour devenir le Stile di pittura Ionico, c'est-à-dire le style ionien. Le mouvement se caractérise par un mélange d'artistes brillants. Ils prennent des risques en créant un art qui échappe à la tradition. Dans les années 1800, l'école de l'Heptanèse compte des portraitistes de premier plan, Nikólaos Kandoúnis (en), Nikólaos Koutoúzis (en) et Gerasimos Pitsamános (en). Parmi les autres artistes de l'école figurent Spyrídon Ventoúras (en), Efstáthios Karoúsos (en), Stéphanos Tzangarólas, Spyrídon Sperántzas (el),,.

## Histoire

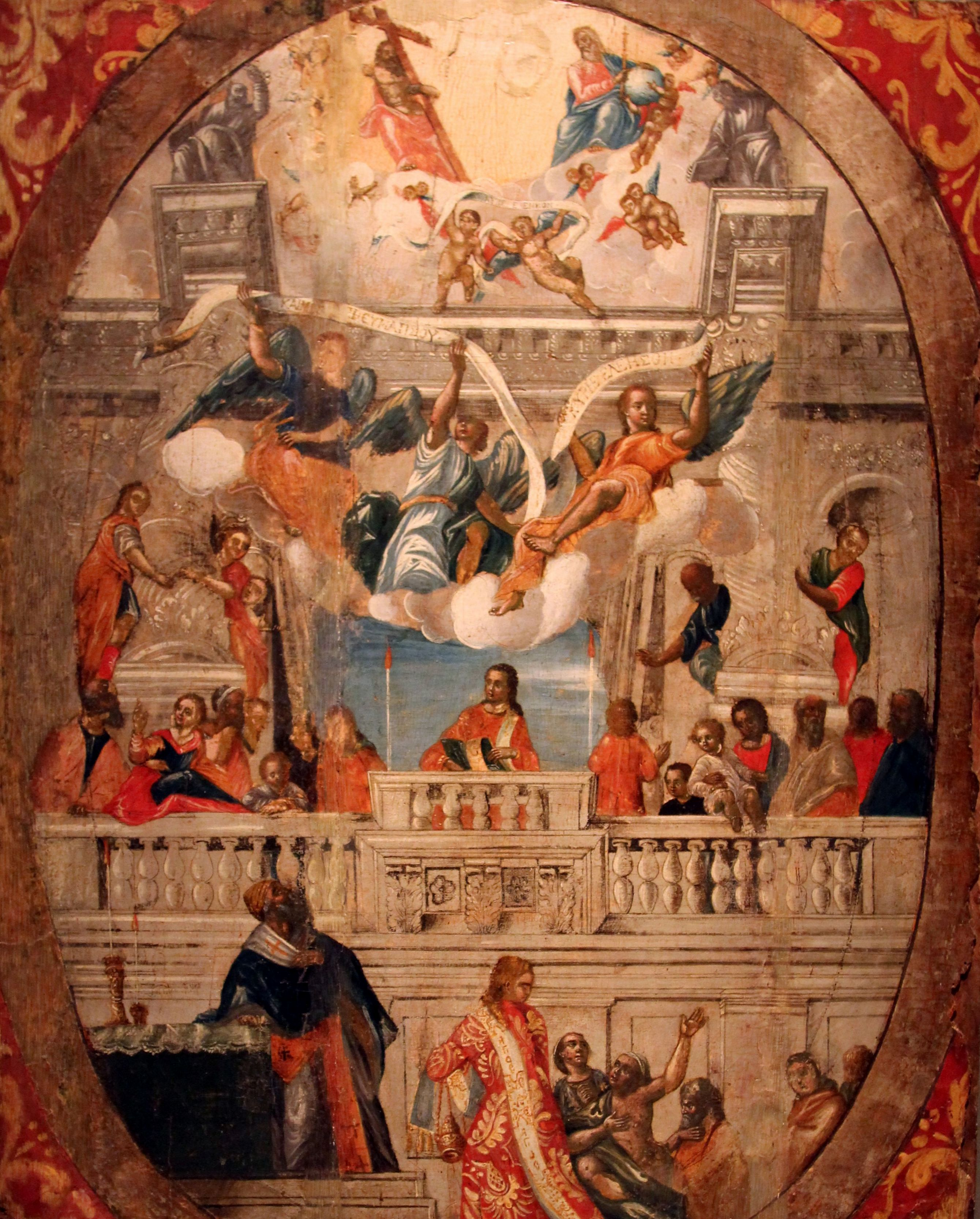
La Liturgie de Saint-Spyridon de Panagiótis Doxarás (Musée Byzantin - Athènes).

Du XVIIe au XIXe siècle, les îles Ioniennes ou Heptanèse sont successivement occupées par les Vénitiens, les Français et les Anglais. La liberté relative dont jouissent les Heptanais par rapport à la Grèce continentale sous domination ottomane, ainsi que la proximité et les relations culturelles avec l'Italie voisine, ont permis la création du premier mouvement artistique moderne en Grèce.
Une autre raison de l'épanouissement régional des arts est la migration des artistes du reste du monde grec, et en particulier de la Crète, vers l'Heptanèse pour échapper à la domination ottomane. Depuis la chute de Constantinople au milieu du XVe siècle jusqu'à sa conquête par les Ottomans au XVIIe siècle, la Crète, également gouvernée par Venise, est le principal centre culturel de la Grèce, donnant naissance à l'école crétoise. Les principaux représentants de la fusion des écoles heptanaise et crétoise sont Michel Damaskinos, Spyrídon Ventoúras (en), Dimitrios et George Móskos (en), Emmanuel Tzanes, Konstantínos Tzánes (en) et Stéphanos Tzangarólas.

## Style artistique
L'art dans l'Heptanèse s'oriente vers les styles occidentaux à la fin du XVIIe siècle, avec l'abandon progressif des conventions et techniques byzantines strictes. Les artistes sont alors de plus en plus influencés par le baroque italien (en) et les peintres flamands plutôt que par leur héritage byzantin. Les peintures commencent à avoir une perspective tridimensionnelle et les compositions deviennent plus flexibles en utilisant le réalisme occidental, s'éloignant des représentations traditionnelles qui incarnent la spiritualité byzantine. Ces changements se reflètent également dans la technique de la peinture à l'huile sur toile, qui remplace la technique byzantine de la détrempe à l'œuf sur panneau. Les sujets comprennent des portraits profanes de la bourgeoisie, qui deviennent plus courants que les scènes religieuses. Le portrait bourgeois a un caractère emblématique qui souligne la classe, la profession et la position de l'individu dans la société. Souvent, cependant, ces œuvres constituent également des études psychologiques pénétrantes. La phase de maturité de l'École des îles Ioniennes fait écho aux développements sociaux ainsi qu'aux changements survenus dans les arts visuels. Les portraits commencent à perdre leur caractère emblématique. Aux premières poses rigides succèdent des attitudes plus détendues. Parmi les autres sujets traités par l'École des îles Ioniennes figurent les scènes de genre, les paysages et les natures mortes.

## École de l'Heptanèse

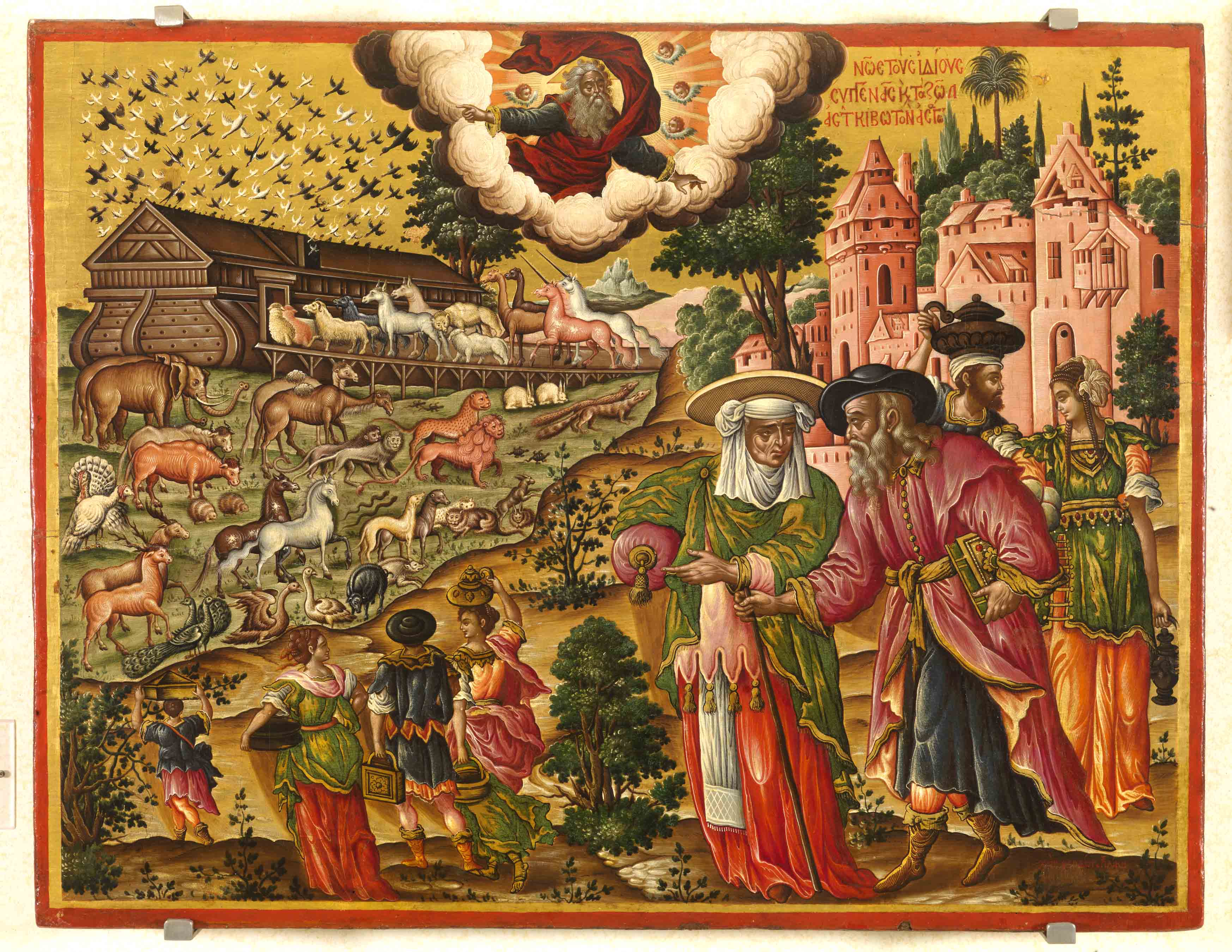
L'Arche de Noé de Théodore Poulakis.

L'Heptanèse se caractérise par l'afflux d'innombrables artistes dans les îles Ioniennes. La première école partage les caractéristiques de l'école Crétoise tardive. La communauté grecque continue à préférer le style grec aux peintures à l'huile traditionnelles influencées par la Renaissance et le baroque. Théodore Poulakis, Ilías Móskos et Emmanuel Tzanes sont les premiers adeptes de l'école de l'Heptanèse.
L'art de l'Heptanèse se caractérise par un art inspiré des gravures italiennes, hollandaises et flamandes. Certains graveurs sont Cornelis Cort, Adriaen Collaert, Hieronymus Wierix, Johannes Wierix, Hendrik Goltzius et Francesco Villamena. Par exemple, L'Arche de Noé de Théodore Poulakis  est influencée par une gravure créée par Jan Sadeler. Le peintre Dimítrios Stavrákis (en) adopte également le travail de Sadeler dans Le prophète Jonas.
Dans les années 1700, l'art grec continue d'évoluer, mais Tintoretto et Michel Damaskinos l'influencent beaucoup moins. L'art grec subit des influences du monde entier, de Belgique, de France, d'Allemagne et d'Espagne. Certaines œuvres grecques présentent également des caractéristiques ottomanes. Plusieurs peintures de style grec de Panagiótis Doxarás influencent fortement la nouvelle image de l'École de l'Heptanèse. Ses peintures à l'huile inspirées de Léonard de Vinci n'ont pas été le principal moteur du nouveau mouvement artistique grec. 

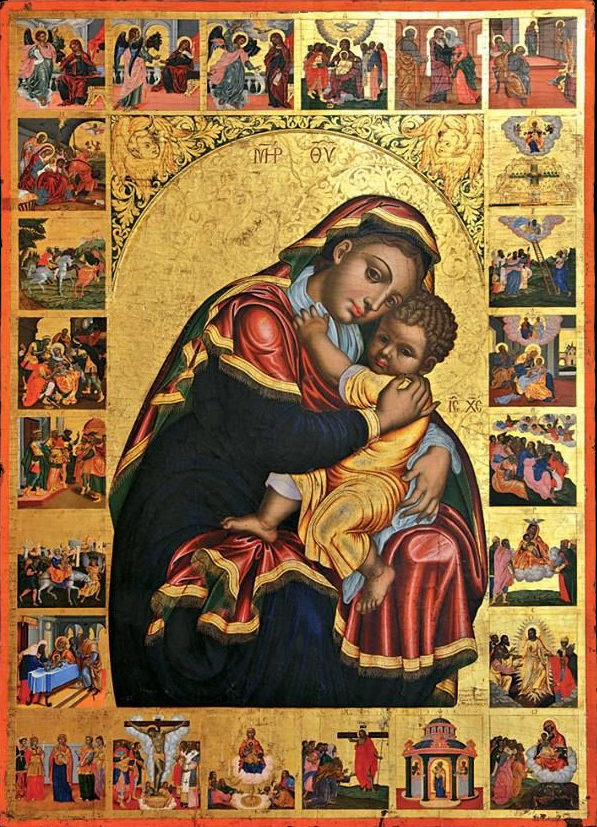
' de Stéphanos Tzangarólas.

Parmi les partisans de l'école, citons Efstáthios Karoúsos (en), Nikólaos Kallérgis, Spyrídon Ventoúras (en), Stylianós Stavrákis et Konstantínos Kondarínis.
La première École de l'Heptanèse est fortement caractérisée par des peintures inspirées de gravures telles que La Chute de l'homme de Théodore Poulakis et L'Échelle de Jacob d'Ilías Móskos. Ces deux peintres appartiennent à l'école crétoise tardive et à l'école de l'Heptanèse précoce. Dans les années 1700, les artistes apportent des changements audacieux à leurs œuvres. Cela est visible dans la Vierge Glykofilousa avec l'hymne acathiste (en) de Stéphanos Tzangarólas. L'artiste introduit une technique plus raffinée. Il influence la Vierge Glykofilousa (en) peinte par l'artiste céphalonien Andréas Karantinós (en). À peu près à la même époque, Panagiótis Doxarás expérimente son style grec. Une peinture remarquable du Christ fait partie de l'iconostase de l'église Saint-Démétrios. Le peintre de Zakynthos Nikólaos Kallérgis commence également à influencer l'évolution du style grec. Son œuvre Ange tenant les symboles de la Passion définit le nouveau mouvement.
Les Grecs s'inspirent du terme maniera greca. La terminologie relève exclusivement de l'école crétoise évoquant le Stile di pittura Ionico ou stile Ionico. Le style ionien définit l'art de l'Ecole Heptanèse qui serait traditionnellement considérée comme lamaniera greca. Au milieu des années 1700, le peintre de Zante Stylianós Stavrákis créé sa propre version de la Vision de Constantin. Elle présente des caractéristiques de l'école crétoise tardive, mais est représentative du style ionien.
Les artistes de Leucade commencent à peindre un thème commun lié à la vie de Jean Chrysostome. Spyrídon Ventoúras (en) créé un tableau remarquable intitulé Une Scène de la Vie de Jean Chrysostome (en) en 1797,.

## Galerie

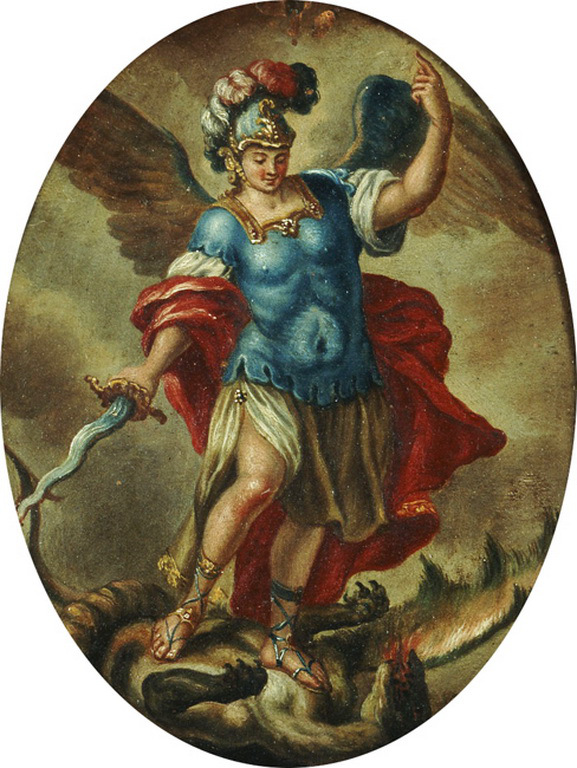
Archange Michel de Panagiótis Doxarás
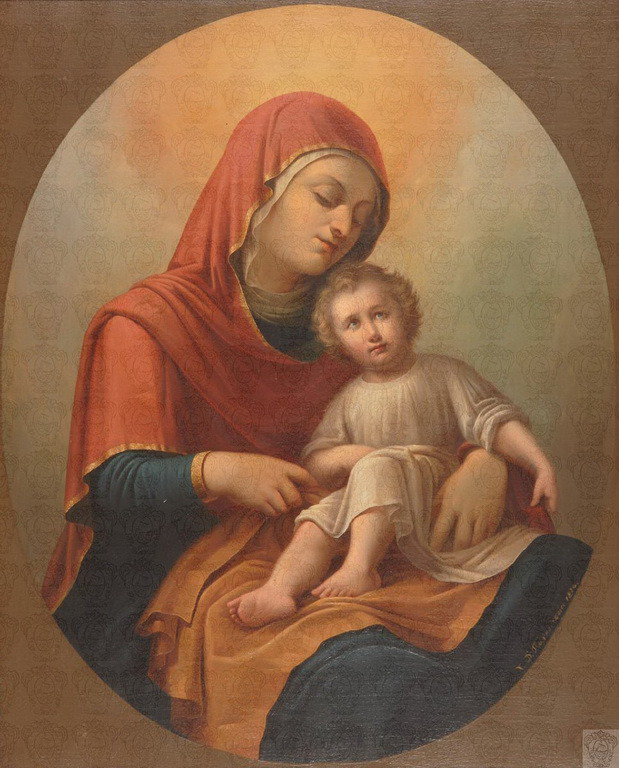
Vierge et l'enfant de Charálambos Pachís
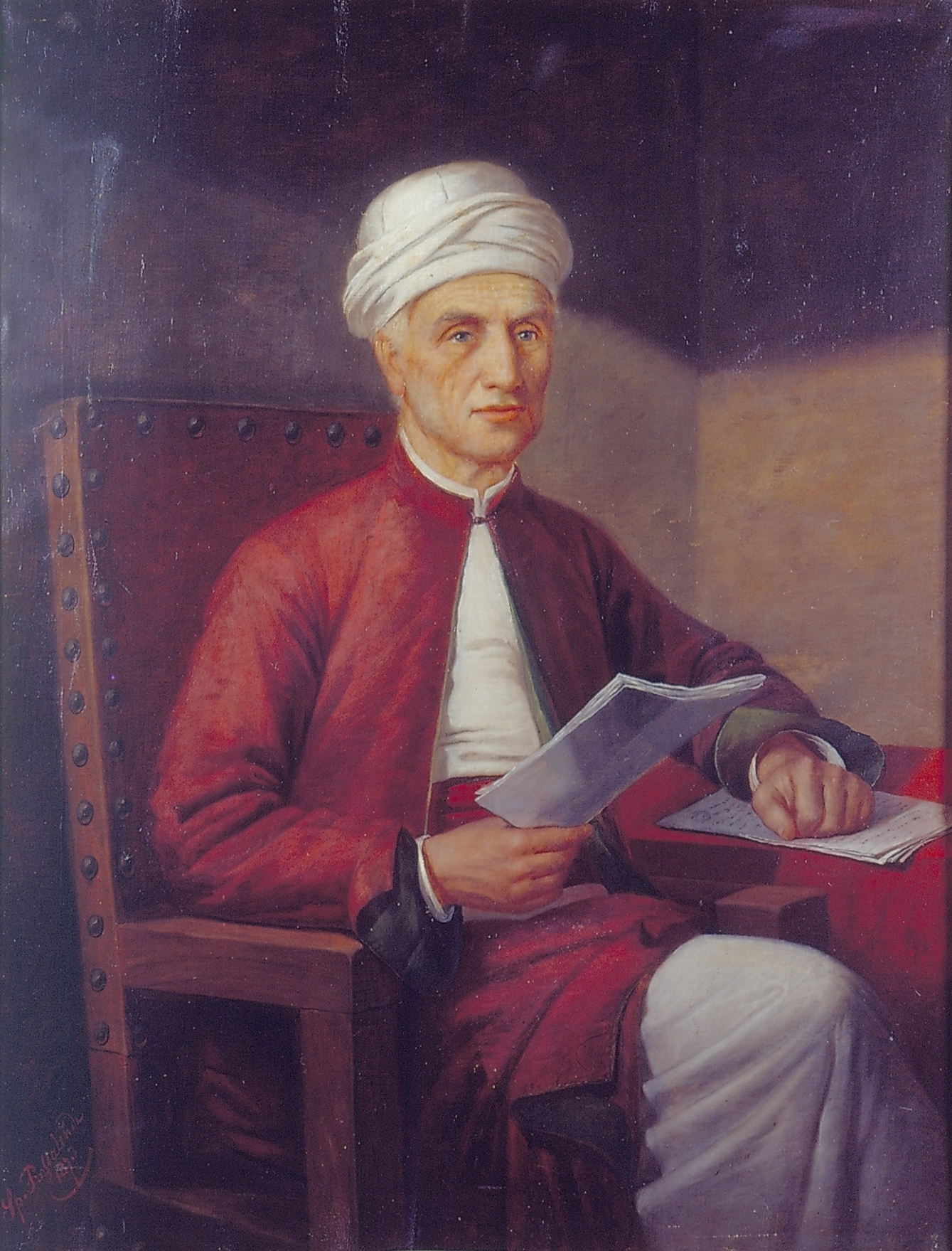
Portrait de Dimítrios Galanós (en) de Spyrídon Prosaléndis (en)
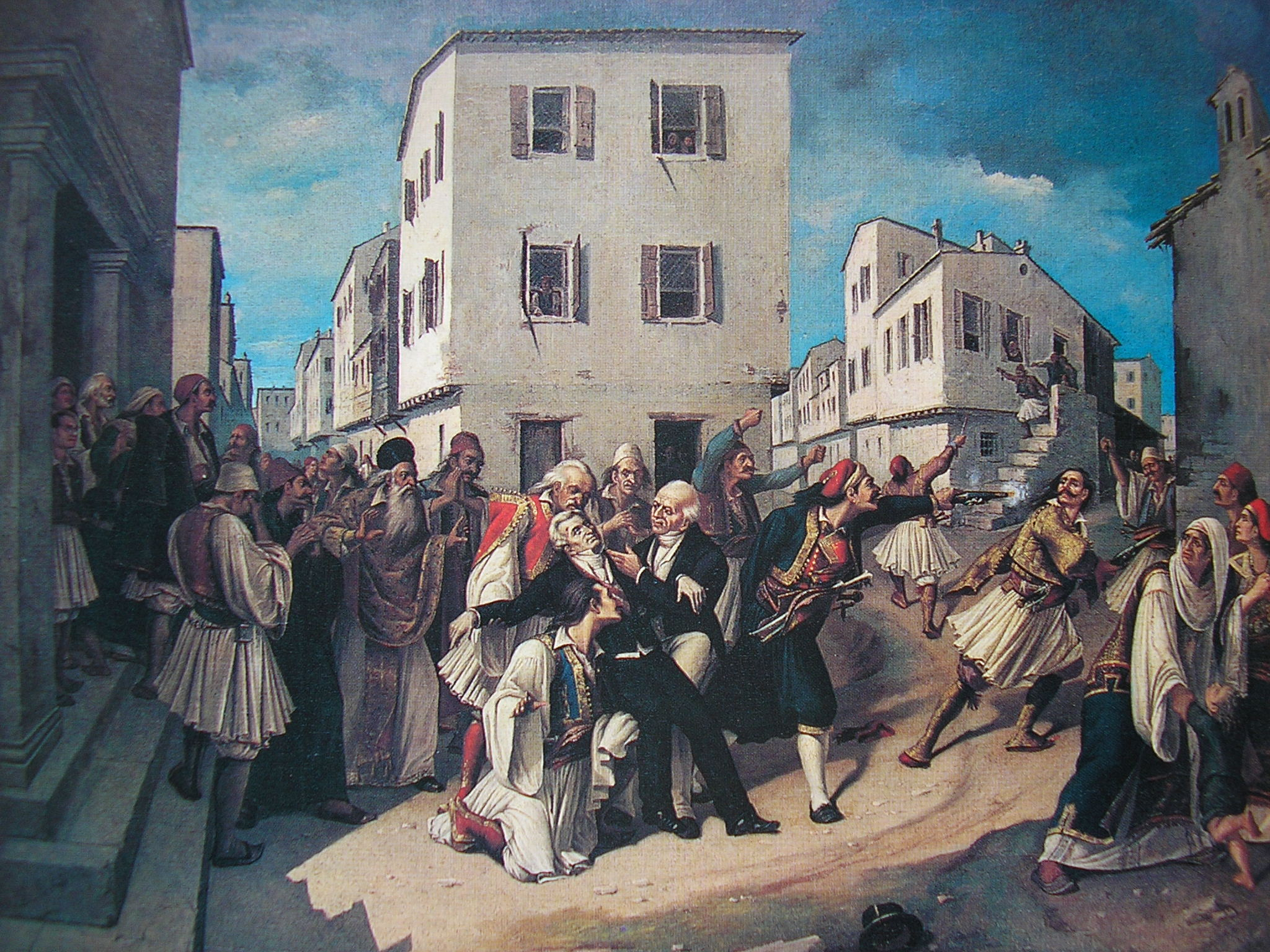
L'assassinat de Ioánnis Kapodístrias par Charálambos Pachís
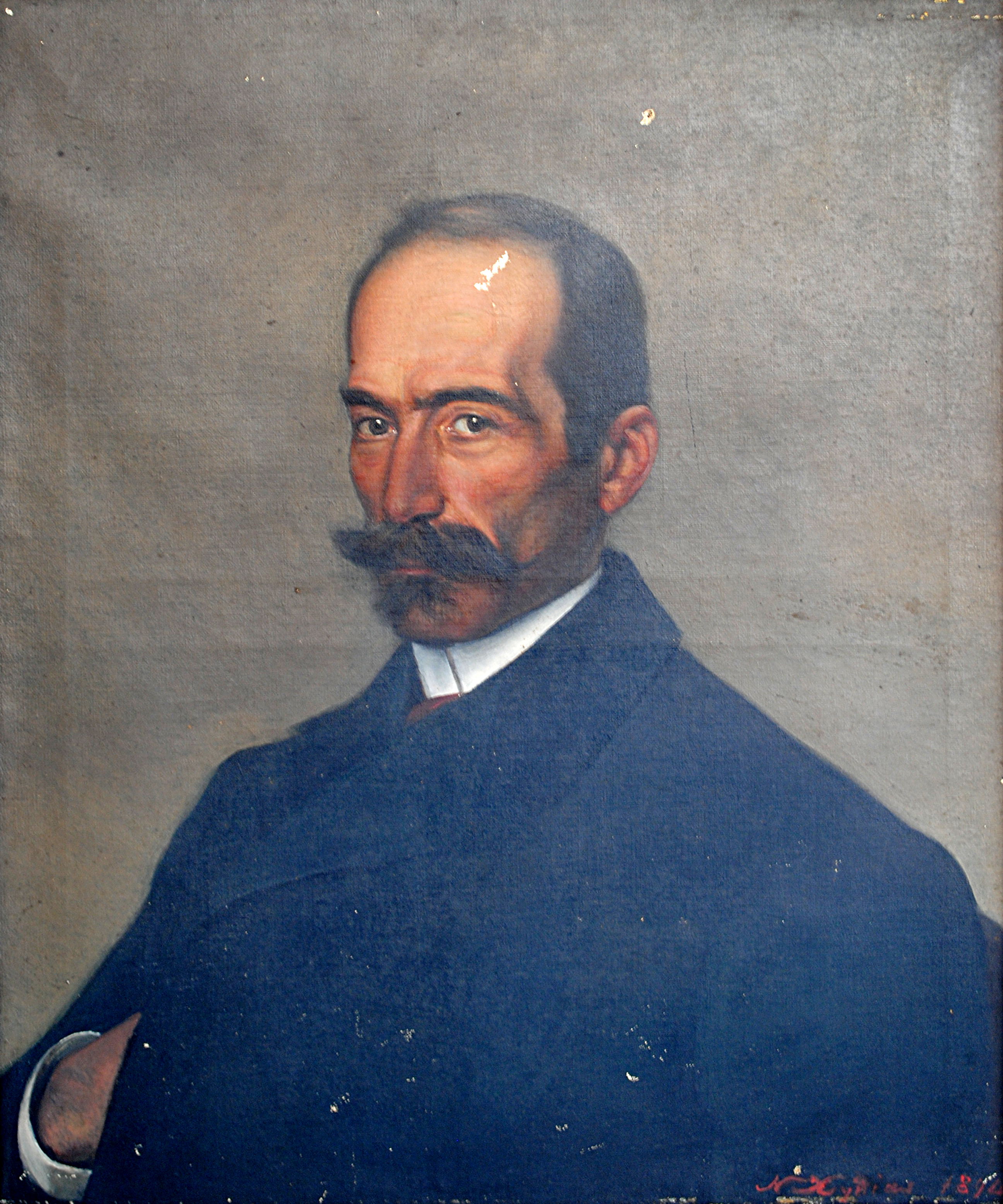
Portrait d'un homme par Nikólaos Xydiás Typáldos (en)
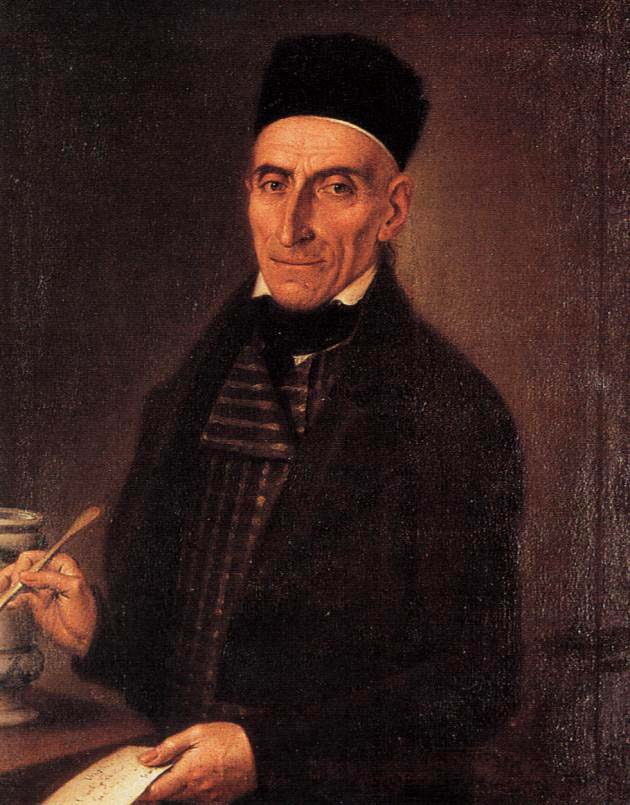
Le chimiste Nikopoulos de Nikólaos Kandoúnis (en)
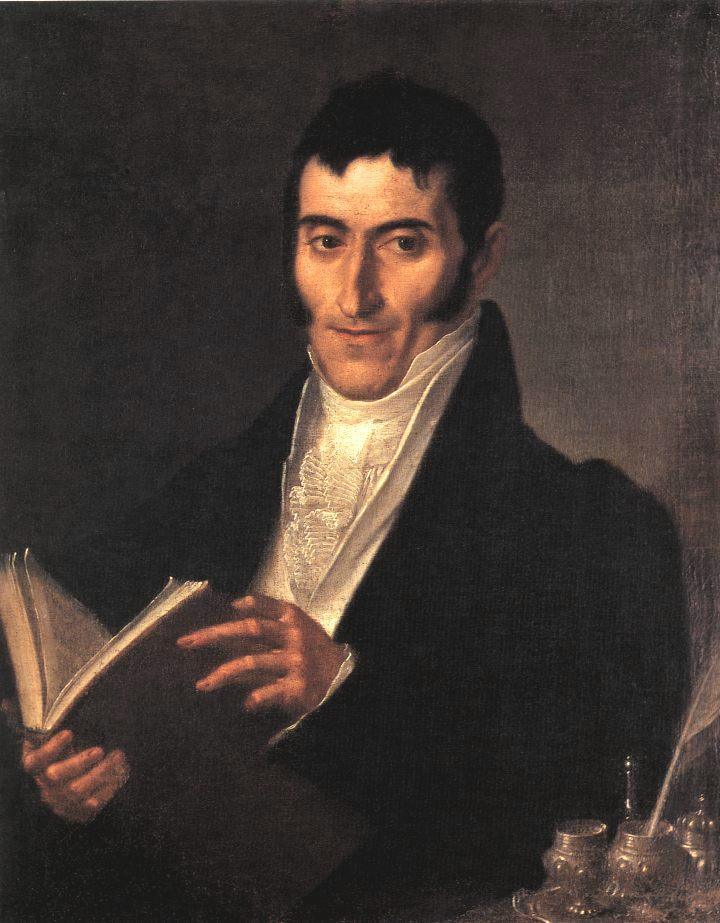
Portrait d'un érudit de Nikólaos Koutoúzis (en)
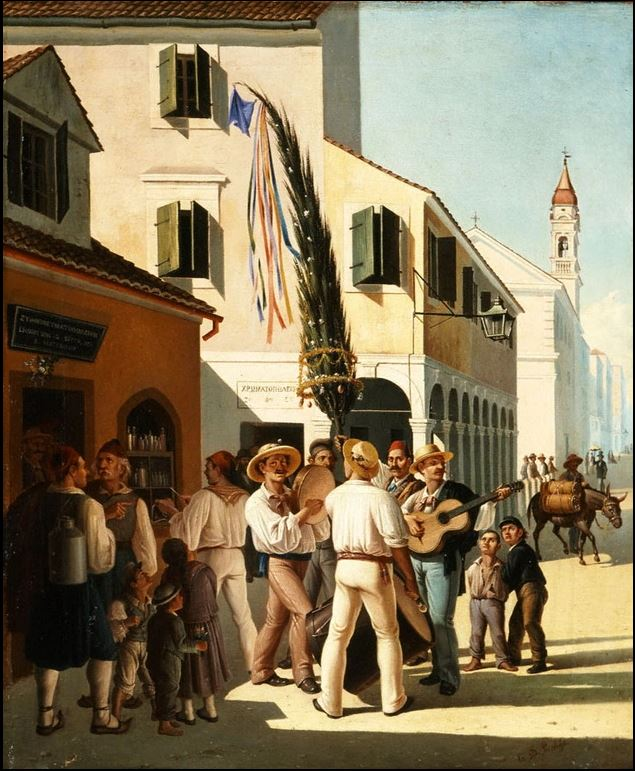
Carnaval de Corfou de Charálambos Pachís
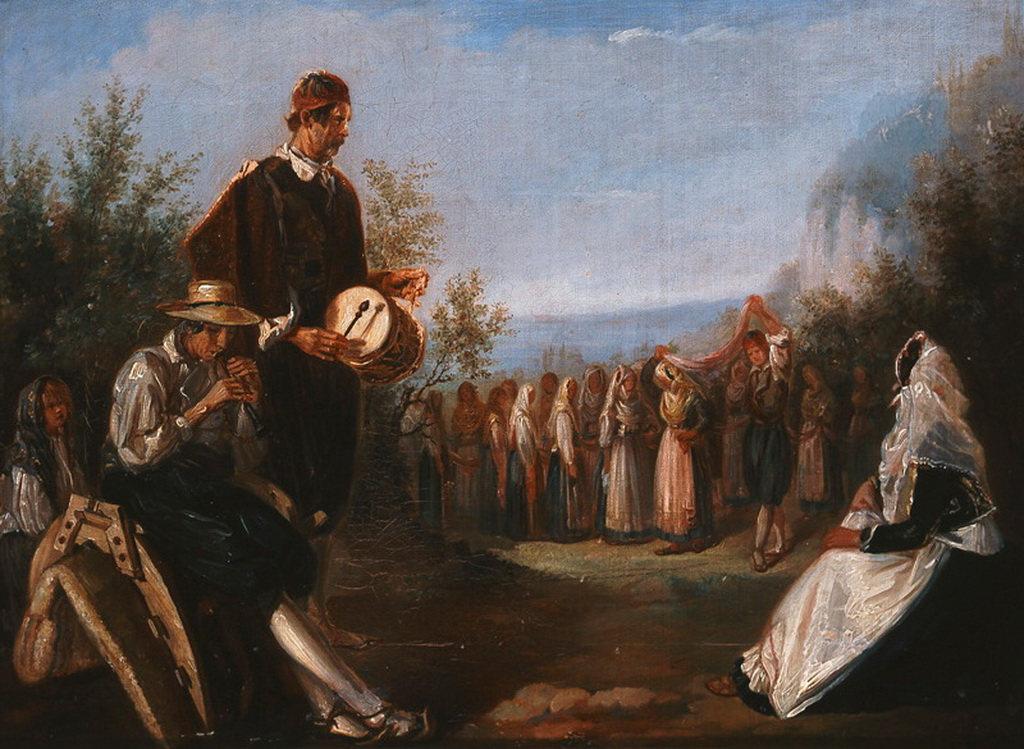
Danse à Corfou de Dionýsios Végias (en)
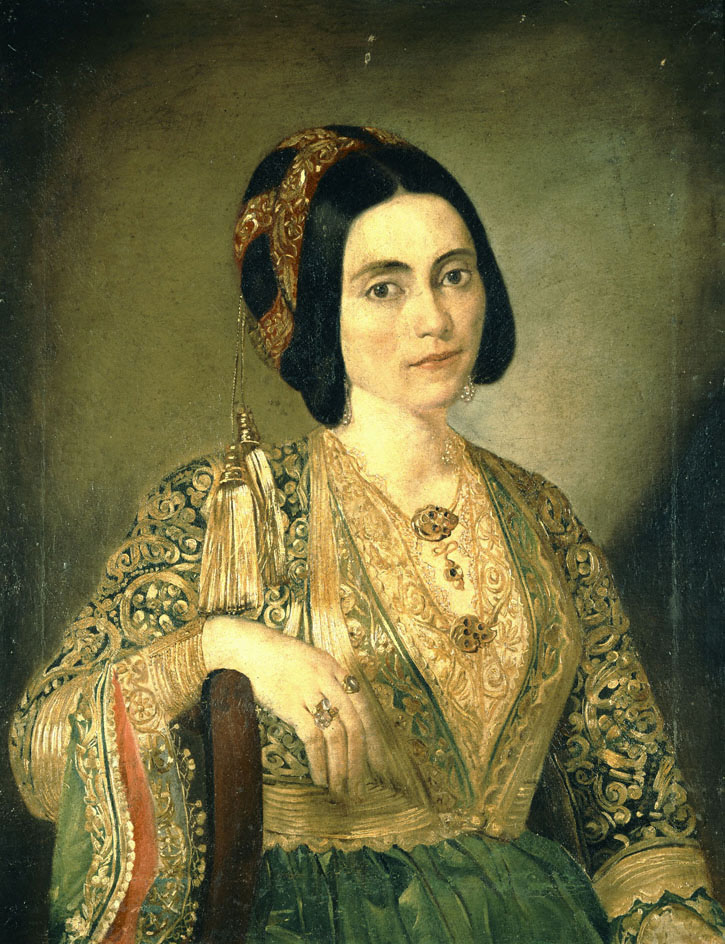
Dame de Dionýsios Tsókos
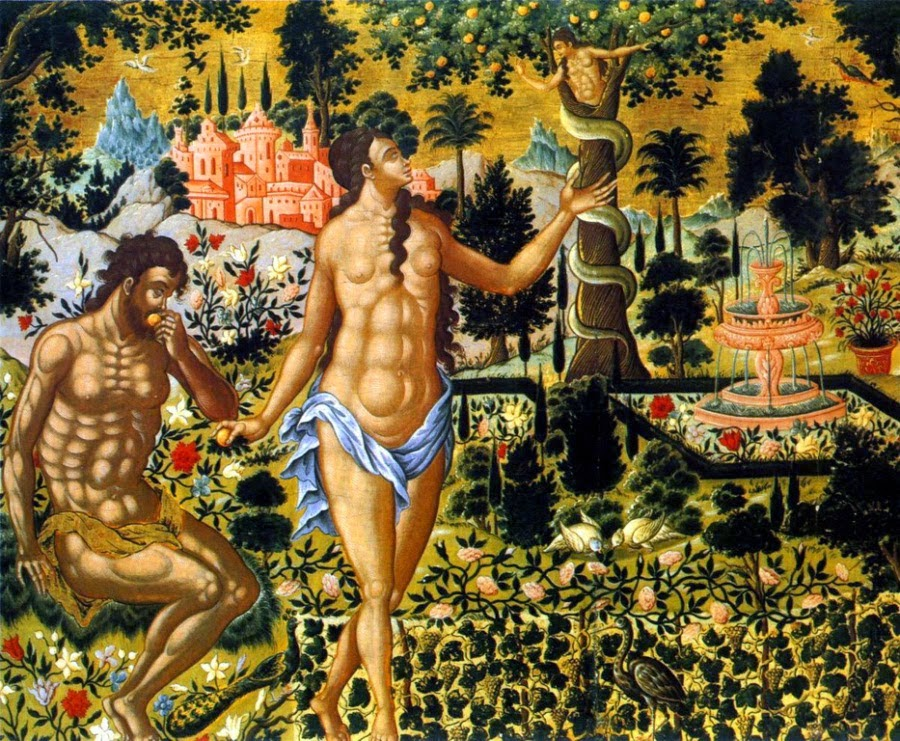
La Chute de l'homme de Théodore Poulakis.
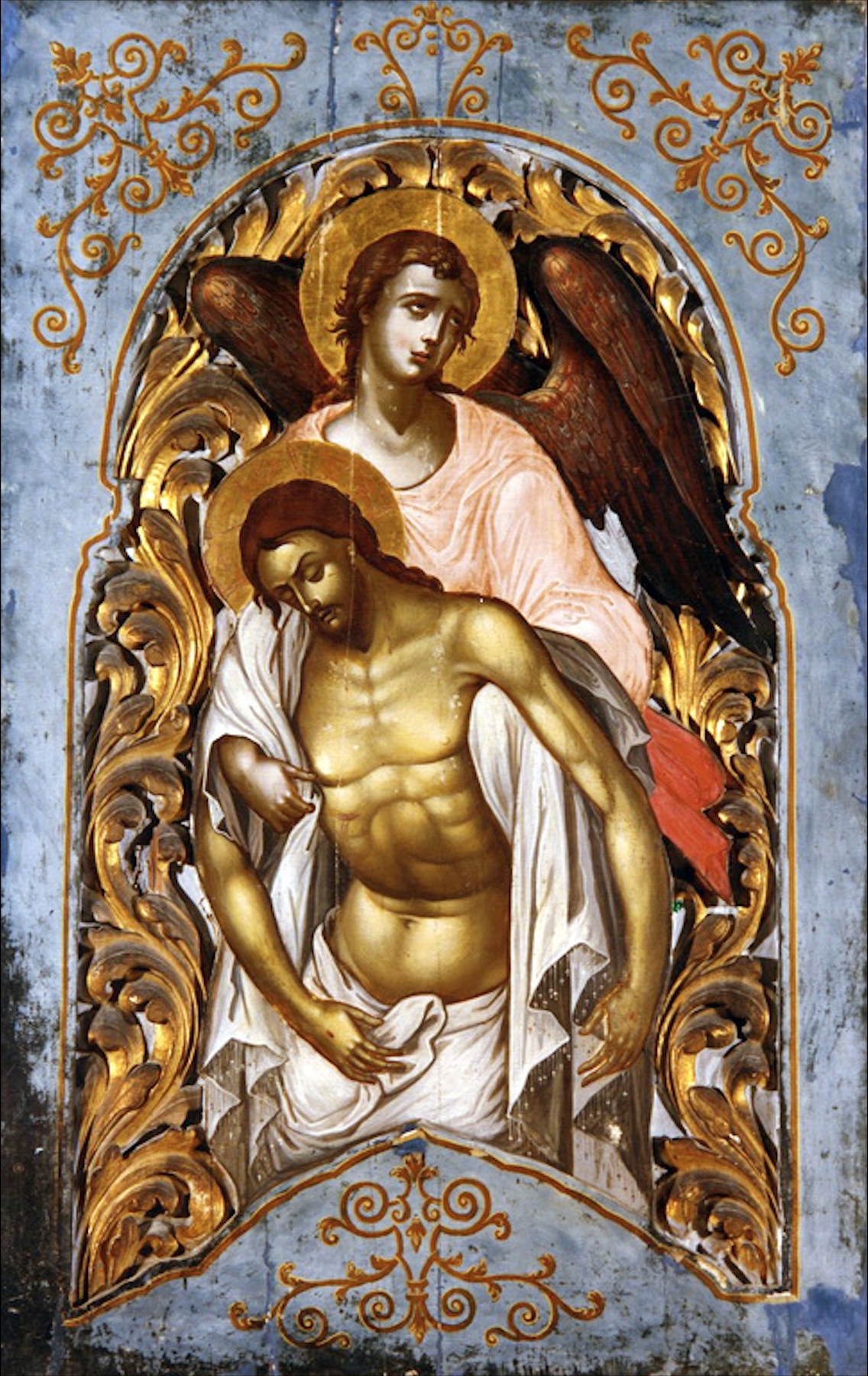
Ange tenant les symboles de la Passion (en) de Nikólaos Kallérgis.